# Naravni rezervat Altaj
Naravni rezervat Altaj (rusko: Алтайский заповедник, Altajskij Zapovednik) je ruski 'zapovednik' (svetišče, strogi naravni rezervat) v Altajskih gorah na jugu Sibirije, Rusija. Je del Unescove svetovne dediščine z imenom Zlate gore Altaja, ki je prepoznana kot območje velike biotske raznovrstnosti in izolacije pred vdorom človeka. Prav tako je vključena v Unescovo svetovno mrežo biosfernih rezervatov. Rezervat Altaj vključuje 30 km dolg vzhodni breg Teleckega jezera in se razteza 230 km v visoke gore na jugovzhodu jezera. Leži  v okrožjih Ulagansk in Turočaksk na severu in vzhodu Republike Altaj.

## Topografija
Rezervat ima podolgovato obliko, in poteka od severovzhoda proti jugozahodu vzdolž Telecke kotline in v visoko notranjost. Nadmorske višine se dvignejo na 3500 metrov. To ozemlje je povprečno široko 35 km in dolgo 230 km. Telecko jezero je na zgornjem severozahodnem koncu. V jezero se izliva reka Čulišman, dolina Čulišman pa je del zahodne meje rezervata Altaj. Največ površja predstavljajo planote in alpski grebeni Čulišanskega visokogorja. Več kot 20 % ozemlja je skalnatega z melišči in gramozom. Na visokih planotah je več kot 1000 alpskih jezer velikosti več kot 1 hektar.

## Podnebje in ekoregija
Altai leži v ekoregiji sajanski montanski iglast gozd (WWF ID:PA0519) (po Sajanskih gorah). Za to ekoregijo so značilne gore, razdeljene z rečnimi dolinami, visokimi količinami padavin in veliko biotsko raznovrstnostjo. Rastlinstvo je na splošno odvisno od nadmorske višine in terena, gozd pa ima tri glavne podcone glede na nadmorsko višino: svetla redka iglasta tajga, temna redko iglasta tajga in temna tajga. Rezervat Altaj je bil večinoma nemoten zaradi človeške dejavnosti in je eno redkih preostalih neokrnjenih področij te ekoregije. Zajema 9,4 % celotne Republike Altaj, v rezervatu ni cest.
Podnebje Altaja je vlažno celinsko podnebje, s hladnimi poletji (Köppnova podnebna klasifikacija Dfc – subaktično podnebje). Za to podnebje so značilna blaga poletja (le 1-3 mesece nad 10 ° C) in hladne, snežne zime (najhladnejši mesec pod –3 ° C). V zadnjih 50 letih je bil v altajskem rezervatu najtoplejši mesec julij (+16,8 ° C), najhladnejši mesec (januar -8,3 ° C), povprečna količina padavin pa 865 mm

## Rastlinstvo in živalstvo
Najpogostejša drevesa v altajskem rezervatu so iglavci: macesen, sibirska cedra (Pinus sibirica) in sibirska jelka (Abies sibirica). Na pobočju blizu Teleckega jezera je nekaj sekundarnih gozdov breze in jelše, vendar je večina južnega rezervata nedotaknjena - cedre na mestu so bile izmerjene do premera 1,8 metra in starosti 400–450 let. Znanstveniki v rezervatih so v Rdečo knjigo Ruske federacije zabeležili več kot 1500 vrst vaskularnih rastlin, od tega 22 vrst, ki so kot ranljive. V rezervatu je več kot 70 vrst sesalcev, med njimi dve ogroženi vrsti, snežni leopard in altajski argali. Obstaja 19 vrst rib, večinoma v jezeru Telecko, vključno s ščuko, ostriž in postrvjo. V potokih je najpogostejša riba lipan. Med 331 vrstami ptic, ki jih najdemo v rezervatu, je večina (48 %) pevk (159 vrst), pobrežnikov (48 vrst), sokolov (30 vrst) in gosi (29 vrst). Preostalih 66 vrst predstavlja le 20 %.

## Ekoturizem
Rezervat Altai je kot strog naravni rezervat večinoma zaprt za širšo javnost, čeprav se znanstveniki in tisti z okoljsko vzgojo lahko dogovorijo z upravljavcem parka za obisk. V rezervatu je šest ekoturističnih poti, ki so odprte za javnost, vendar zahtevajo pridobitev dovoljenj vnaprej. Uprava parka priporoča, da se za pridobitev dovoljenj zaprosi 2–3 mesece vnaprej. Glavna pisarna je v mestu Gorno-Altajsk.
Šest ekoturističnih poti, ki so odprte za javnost so:
1. Čičelganski cikcak. S pogledom na Telecko jezero, etno-kulturno središče za obiskovalce, pohod po vodni poti Jailju. ( spletna stran (v ruščini))
2. Belinskaja terasa. Starodavni spomeniki iz turškega obdobja – Kaeser-Taš (kamniti bojevnik), It-Baš (kamen-pes). ( spletna stran (v ruščini))
3. Slap Corbou. 25 km vožnje z ladjico in pohod. 13 metrski slap. ( spletna stran (v ruščini))
4. Cordon Čeljuš - slap. Gozd iglavcev, razgledi na Altaj. ( spletna stran (v ruščini))
5. Slap Kokše. Orientacija z nadzornikom, pohod do slapa Kokše na reki Koshe (največji desni pritok Teleckega jezera. ( spletna stran (v ruščini))
6. Veliki Čulčinski slap. Pohod samo za izkušene planince. ( spletna stran (v ruščini)).